# Jean Mercier (Tischtennisfunktionär)
Jean Mercier (* 1913; † 1997) war ein französischer Tischtennisfunktionär. Er wurde mit dem ITTF Merit Award ausgezeichnet.

## Werdegang
Jean Mercier trat 1930 einem Tischtennisverein in Paris bei. Bekannt wurde er allerdings nicht als Aktiver, sondern durch seine Bereitschaft, nationale und internationale Funktionärsaufgaben zu übernehmen:
- 1950 – 1978: Mitglied des Verwaltungsausschusses, Generalsekretär und stellvertretender Präsident des Französischen Tischtennisverbandes
- 1960 – 1985: Verwaltungsausschuss des Europäischen Tischtennisverbandes ETTU[1]
- 1965 – 1973: ITTF-Regelkomitee
- 1979 – 1985: Schatzmeister des Welttischtennisverbandes ITTF (Standing Orders Committee)

Seine Verdienste für den internationalen Tischtennissport wurden 1989 mit dem ITTF Merit Award gewürdigt.